# Zwartmaskerastrild
De zwartmaskerastrild (Estrilda nigriloris) is een vogel uit de familie van de prachtvinken (Estrildidae).

## Verspreiding en leefgebied
Deze soort is endemisch in Congo-Kinshasa.